# CROBEX
Der CROBEX ist der Leitindex der Zagreber Börse aus Zagreb, Kroatien. Es ist ein Kursindex, bei dem die Gewichtung der enthaltenen Aktien aus ihrer Streubesitz-Marktkapitalisierung resultiert. Die Gewichtung der einzelnen Aktien erfolgt proportional zur jeweiligen Streubesitzmarktkapitalisierung, das heißt, für die Berechnung ist der Anteil der frei handelbaren Aktien relevant. Um eine übermäßige Konzentration auf einzelne Titel zu vermeiden und eine angemessene Diversifikation sicherzustellen, ist das Gewicht jeder einzelnen Aktie im CROBEX auf maximal 10 Prozent des Gesamtindex begrenzt.
Die Zusammensetzung des CROBEX wird in regelmäßigen Intervallen überprüft und angepasst, um die liquidesten und marktkapitalstärksten Unternehmen des kroatischen Aktienmarkts abzubilden. Die turnusmäßige Überprüfung erfolgt in der Regel halbjährlich, jeweils am dritten Freitag im März und September, wobei etwaige Änderungen am darauf folgenden Handelstag wirksam werden.
Die Anzahl der im Index enthaltenen Titel ist variabel und liegt üblicherweise im Bereich von 15 bis 25 Unternehmen.
Die offizielle Website der Zagreber Börse (Zagreb Stock Exchange, ZSE) ist die primäre Quelle für detaillierte Informationen zur Methodik. Hier werden auch Änderungen an der Indexberechnung veröffentlicht.
Neben dem Kernindex CROBEX existieren mehrere Varianten (CROBEXtr, CROBEX10, CROBEX10tr, CROBEXprime) sowie Sektorindizes (CROBEXindustrija, CROBEXkonstrukt, CROBEXnutris, CROBEXtransport, CROBEXturist), die alle von der Zagreber Börse berechnet werden.
Der Aktienindex wird seit 1. September 1997 veröffentlicht. Die Ausgangsbasis von 1000 Punkten datiert auf den 1. Juli 1997.

## Zusammensetzung
Der CROBEX setzt sich aus folgenden Unternehmen zusammen (Stand: 28. Oktober 2016):
| Rang | Name                      | Branche             | Logo | Indexgewichtung in % |
| ---- | ------------------------- | ------------------- | ---- | -------------------- |
| 1    | Valamar Riviera           | Tourismus           |      | 10,26                |
| 2    | Ledo                      | Nahrungsmittel      |      | 10,20                |
| 3    | Adris grupa               | Tabak               |      | 10,14                |
| 4    | Podravka                  | Nahrungsmittel      |      | 9,79                 |
| 5    | Končar Group              | Mischkonzern        |      | 9,73                 |
| 6    | Hrvatski Telekom          | Telekommunikation   |      | 9,65                 |
| 7    | Atlantic grupa            | Konsumgüter         |      | 8,72                 |
| 8    | Ericsson Nikola Tesla     | Telekommunikation   |      | 5,64                 |
| 9    | Zagrebačka banka          | Banken              |      | 4,41                 |
| 10   | Kraš                      | Nahrungsmittel      |      | 2,75                 |
| 11   | AD Plastik                | Automobilzulieferer |      | 2,58                 |
| 12   | Tankerska Next Generation |                     |      | 2,29                 |
| 13   | Luka Rijeka               | Hafenbetreiber      |      | 2,23                 |
| 14   | Arenaturist               | Tourismus           |      | 2,20                 |
| 15   | Atlantska plovidba        | Reederei            |      | 2,05                 |
| 16   | Imperial                  |                     |      | 1,91                 |
| 17   | Luka Ploče                | Hafenbetreiber      |      | 1,12                 |
| 18   | Đuro Đaković Holding      | Fahrzeuge           |      | 1,02                 |
| 19   | Dalekovod                 | Elektrizität        |      | 1,00                 |
| 20   | Belje                     | Getränke            |      | 0,65                 |
| 21   | OT-Optima Telekom         | Telekommunikation   |      | 0,52                 |
| 22   | Uljanik Plovidba          | Schiffsverleih      |      | 0,44                 |
| 23   | Sunčani Hvar              |                     |      | 0,31                 |
| 24   | Ingra                     | Bau                 |      | 0,26                 |
| 25   | Varteks                   |                     |      | 0,14                 |